# Jezioro Ustarbowskie
Jezioro Ustarbowskie (kaszb. Jezoro Ùstôrbòwsczé) – jezioro przepływowe północnego krańca Pojezierza Kaszubskiego położone w Polsce w województwie pomorskim, w powiecie wejherowskim, w gminie Wejherowo na obrzeżu Trójmiejskiego Parku Krajobrazowego.
Ogólna powierzchnia: 5,3 ha.
Jezioro jest tradycyjnie wykorzystywane do kąpieli przez mieszkańców okolicznych miejscowości. Jest jednak niebezpieczne z powodu zmiennego dna. Woda nie jest badana przez Sanepid pod kątem przydatności do kąpieli. Niegdyś na brzegu jeziora znajdowały się tablice informujące o zakazie kąpieli. Woda w jeziorze nie jest zbyt przejrzysta. Prawdopodobnie mieści się w trzeciej klasie czystości wód. Czasami występują także zakwity sinic. Zanieczyszczenia są prawdopodobnie spowodowane spływaniem do jeziora nawozów z okolicznych pól.